# Sten Ramel

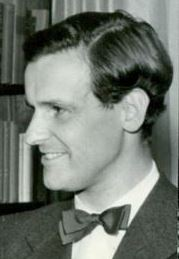
Sten Ramel.

Sten Gustaf Claës Ramel, född 22 december 1921 i Stockholm, död 4 maj 1998 i Oscars församling, Stockholm, var en  svensk friherre, arkitekt (SAR), fotograf och tecknare.

## Biografi
Sten Ramel var son till Ove Ramel och Yvonne Peyron samt gift första gången 1947 med friherrinnan Barbro Leijonhielm och andra gången från 1981 till sin död med Lena Michelson. Ramel studerade vid Kungliga tekniska högskolan till 1947 och vid Kungliga Konsthögskolan till 1954 och under studietiden vid Konsthögskolan tilldelades han den hertliga medaljen 1954. Han var anställd hos Hans Åkerblad i Stockholm 1947 och hos Hakon Ahlberg 1948–1949. Mellan 1950 och 1952 arbetade han för Oscar Niemeyer i Brasilien. Han var verksam vid Byggnadsstyrelsen 1952–1955. År 1954 startade han egen arkitektverksamhet. 

### Arbeten i Stockholmsområdet
I Stockholmsområdet har Sten Ramel och hans firma bland annat ritat AGA:s huvudkontor på Lidingö, hyreshus vid Karlavägen 81 (1965–1967), kontorshus vid Drottninggatan 75 (1966–1969), kyrkobyggnad för Jesu kristi kyrka av sista dagars heliga i Gubbängen, kontorshuset Lustgården 14 (idag rivet). Därutöver har han ritat bostäder, industrier, kontor, telestationer i övriga landet och även utlands. Som tecknare har han medverkat med karikatyrer och illustrationer i kvällstidningarna Aftonbladet och Expressen samt tidskrifterna Allt och Lutfisken. Han har gett ut ett urval av sina teckningar i bokform under namnet Årets ha-ha. Som fotograf utgav han bildverket Lyckliga Brasilien 1955.
Sten Ramel är begravd på Djursholms begravningsplats.

## Bilder, verk i urval

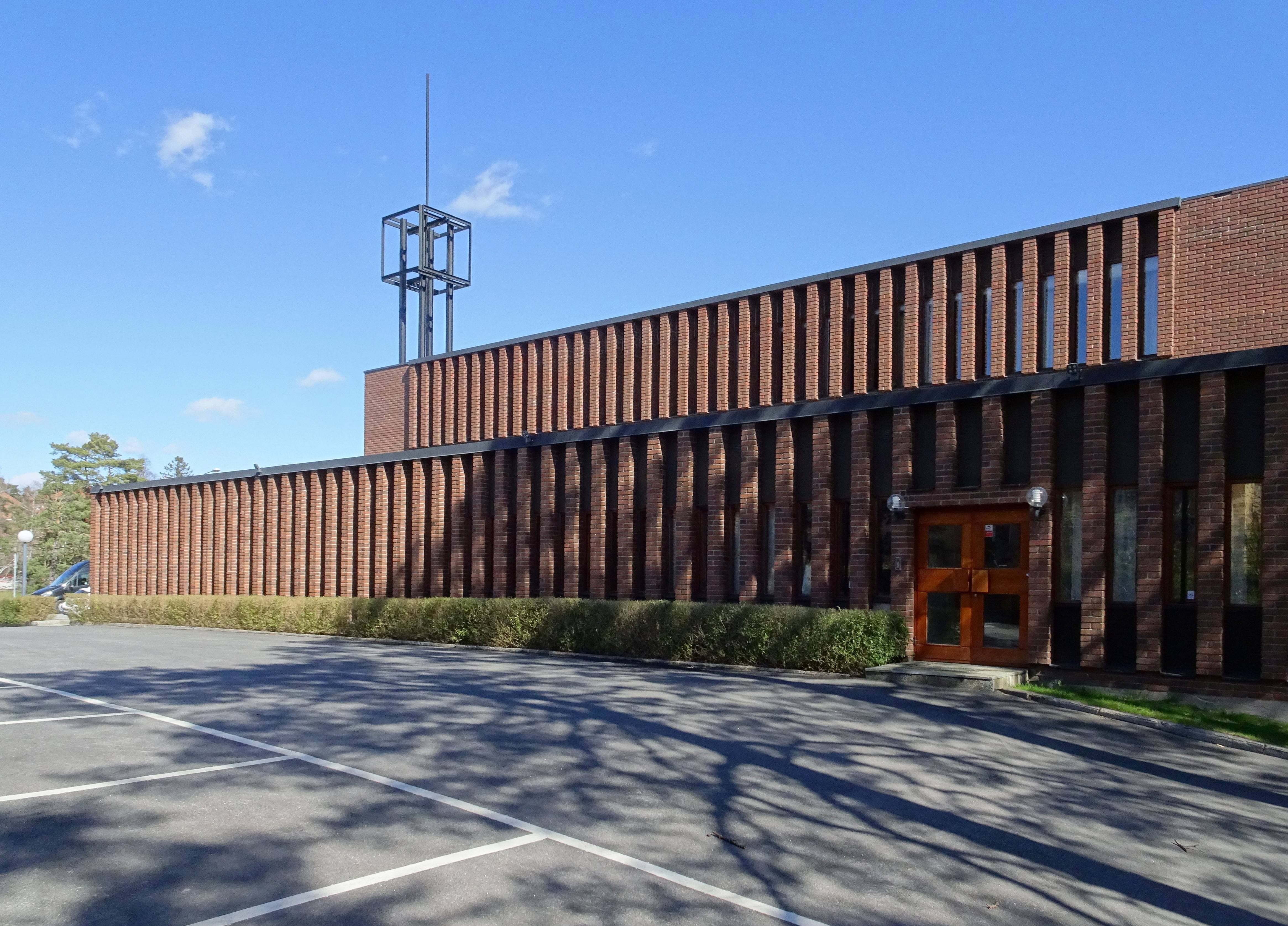
Gubbängens kapell, Gubbängsvägen 75, Stockholm (1965)
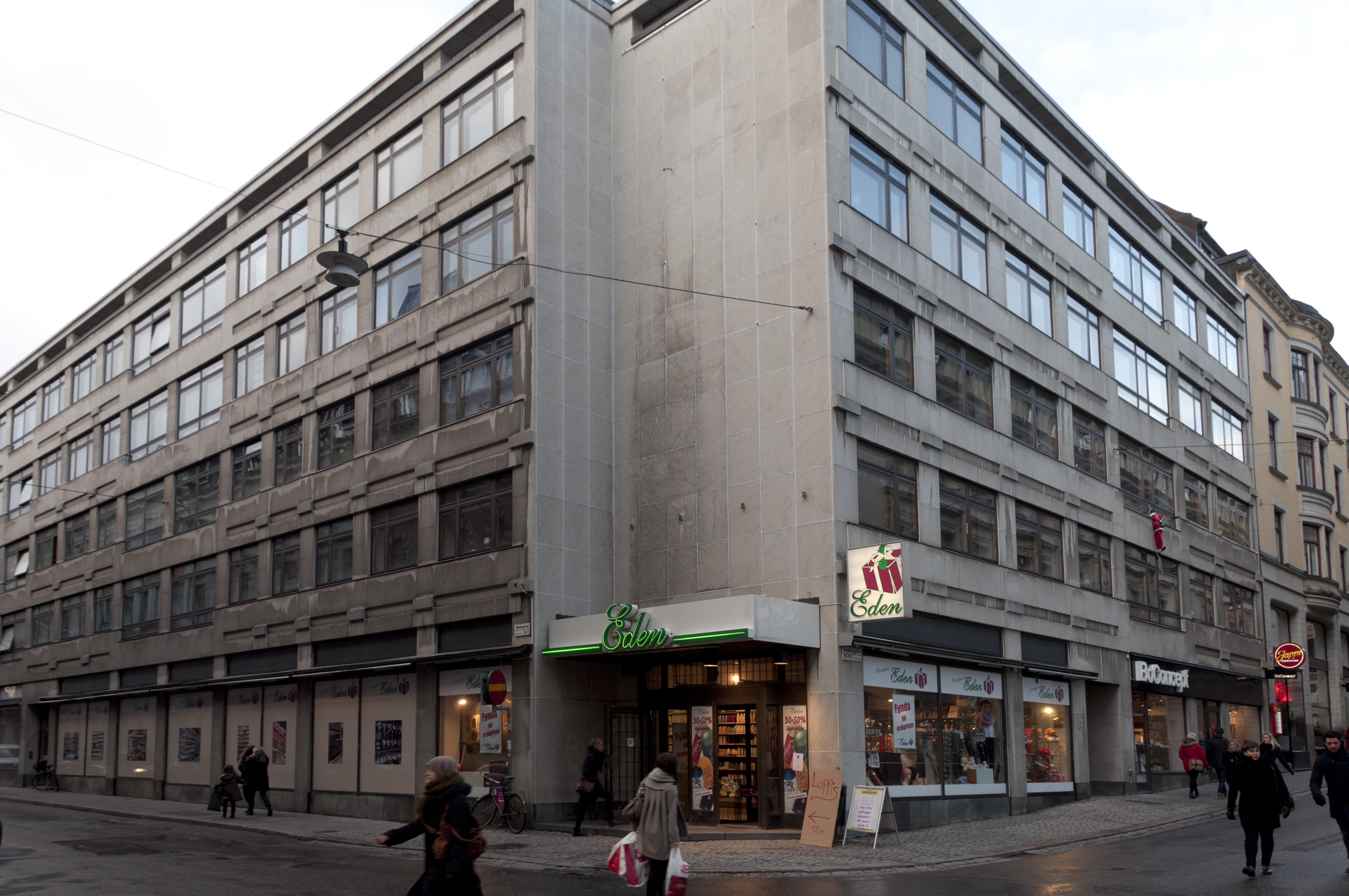
Kontorshus, Drottninggatan 75, Wallingatan 10, Stockholm (1969)
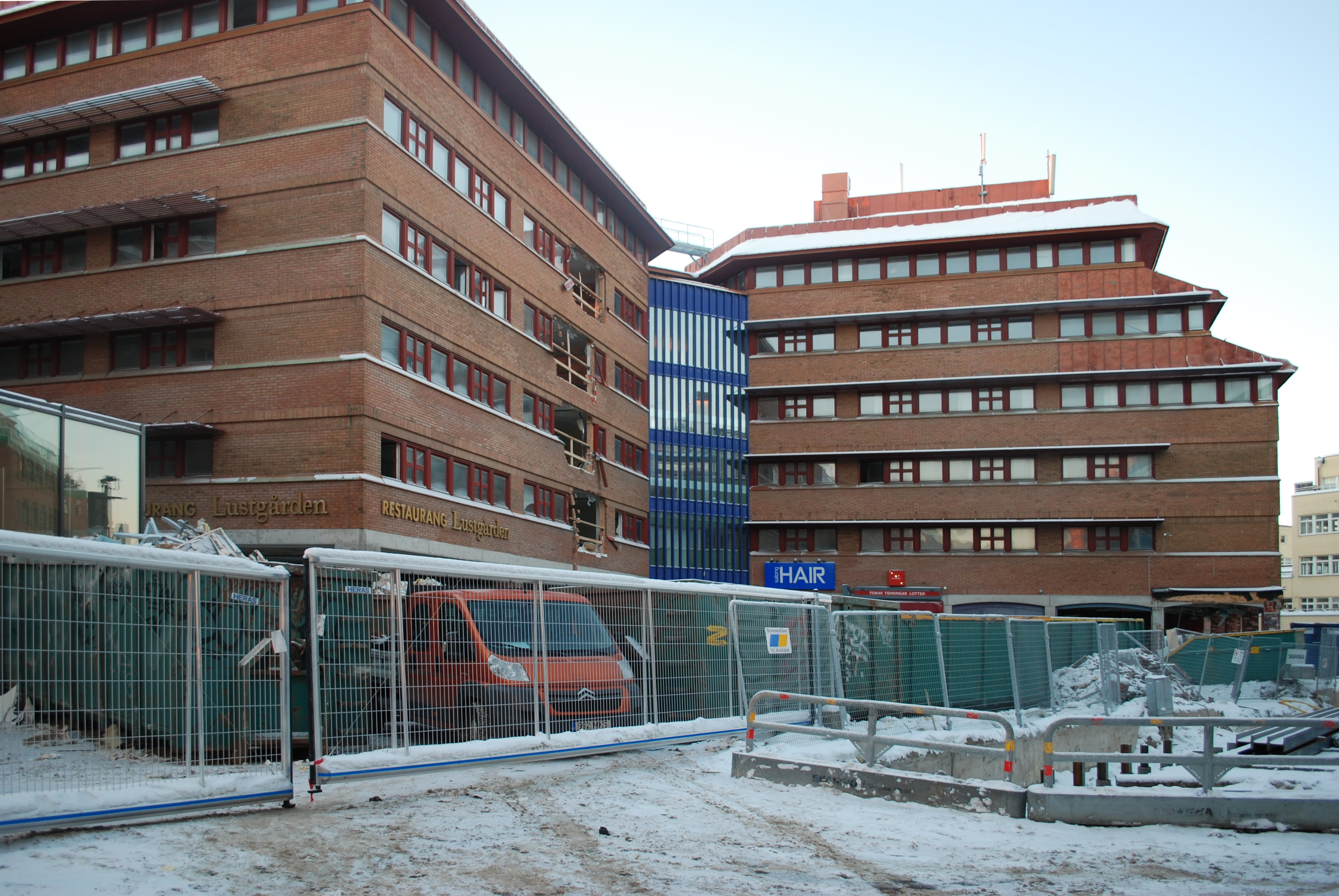
Kontorshus, Lustgården 14, Stockholm (ca. 1985, rivet 2010)
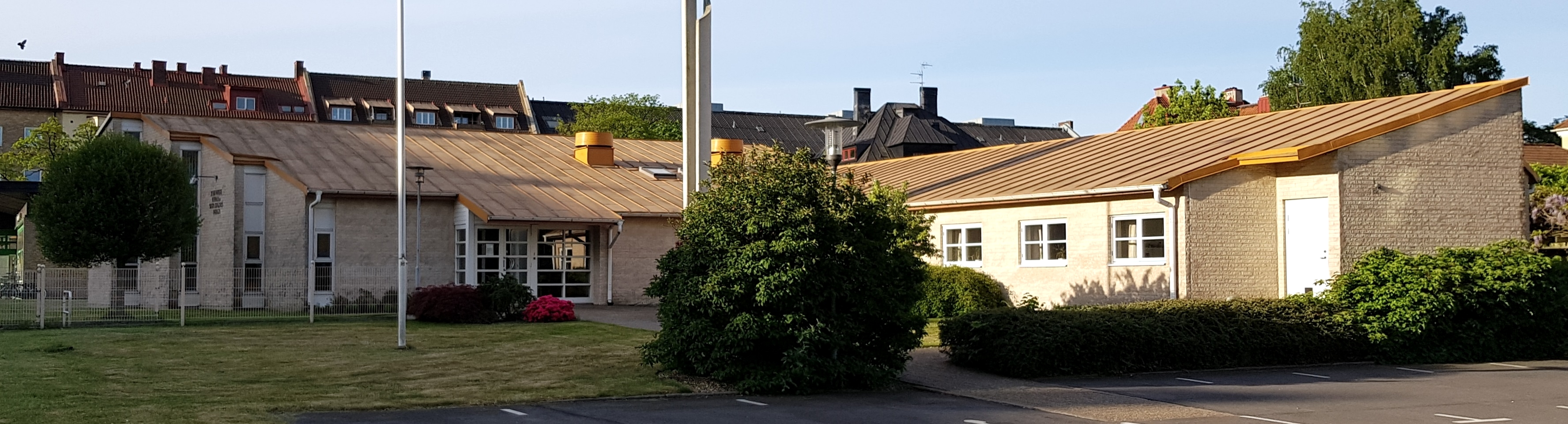
Helsingborgs församling, Kopparmöllegatan 9, Helsingborg (1987)